# Major League Soccer 2007
La Major League Soccer 2007 è stata la dodicesima edizione del campionato di calcio nordamericano, iniziata il 7 aprile 2007 e conclusa il 18 novembre dello stesso anno.
Fu la prima edizione ad ospitare una squadra non statunitense, i canadesi del Toronto FC, il cui ingresso ha aumentato il numero di partecipanti da 12 a 13.
Fu anche la stagione in cui venne introdotta la Designated player rule, cioè una parziale deroga al sistema del salary cap che consente di acquistare un giocatore fuori dal budget salariale. La regola venne introdotta con l'acquisto, da parte dei LA Galaxy, del campione inglese David Beckham.

## Formula
Le squadre sono divise in due conference, la “Western Conference” e la “Eastern Conference”, in base alla loro posizione geografica. Lo svolgimento del torneo avviene in due fasi. La prima fase è la stagione regolare, in cui ogni squadra gioca un totale di 30 partite, 15 in casa e 15 fuori. Ogni squadra incontra le altre due volte, una in casa e una fuori, per un totale di 24 partite, in più disputa ulteriori sei incontri con altrettanti rivali. Vengono assegnati tre punti per ogni vittoria e un punto per ogni pareggio.
Hanno accesso ai play-off per il titolo le prime due classificate di ogni conference e le restanti migliori quattro classificate nella classifica generale. Le otto squadre così individuate si sfidano in incontri a eliminazione diretta; vengono disputati incontri di andata e ritorno nei quarti, mentre le semifinali e la finale sono in gara unica: le semifinali in casa della squadra meglio piazzata, la finale su un campo individuato nel corso della stagione.
Similmente alle altre grandi leghe americane di sport professionistici, non è prevista alcuna retrocessione né promozione.
La riforma della CONCACAF Champions' Cup, col cambio di nome in CONCACAF Champions League e lo slittamento nel calendario, fa sì che questa edizione della MLS serva a individuare le partecipanti a due edizione della manifestazione continentale: la vincitrice della MLS Cup e la vincitrice del Supporters' Shield (cioè la squadra con più punti al termine della stagione regolare) si qualificano sia alla Champions' Cup 2008 che alla Champions League 2008-2009, in più a quest'ultima si qualificano anche l'altra finalista dei play-off e la vincitrice della coppa nazionale, la Lamar Hunt U.S. Open Cup. Se una squadra occupa più di una di queste posizioni si scorre la classifica della stagione regolare fino alla prima non qualificata. Stesso procedimento se una posizione utile è occupata da Toronto, visto che quest'ultima, in quanto canadese, si qualifica alla Champions League tramite il nuovo Canadian Championship, che prenderà il via nell'estate 2008.
In più le prime quattro squadre della classifica generale si qualificano per la SuperLiga nordamericana.

## Squadre partecipanti
| Club            | Stagione | Città          | Stadio                                     | Stagione 2006                                       |
| --------------- | -------- | -------------- | ------------------------------------------ | --------------------------------------------------- |
| Chicago Fire    | dettagli | Chicago        | Toyota Park (Bridgeview)                   | 3º nella Eastern Conference                         |
| Chivas USA      | dettagli | Los Angeles    | The Home Depot Center (Carson)             | 3º nella Western Conference                         |
| Colorado Rapids | dettagli | Denver         | Dick's Sporting Goods Park (Commerce City) | 4º nella Western Conference                         |
| Columbus Crew   | dettagli | Columbus       | Columbus Crew Stadium                      | 6º nella Eastern Conference                         |
| FC Dallas       | dettagli | Dallas         | Pizza Hut Park (Frisco)                    | 1º nella Western Conference                         |
| D.C. United     | dettagli | Washington     | RFK Stadium                                | Vincitore del MLS Supporters' Shield                |
| Houston Dynamo  | dettagli | Houston        | Robertson Stadium                          | 2º nella Western Conference Vincitore della MLS Cup |
| K.C. Wizards    | dettagli | Kansas City    | Arrowhead Stadium                          | 5º nella Eastern Conference                         |
| LA Galaxy       | dettagli | Los Angeles    | The Home Depot Center (Carson)             | 5º nella Western Conference                         |
| N.E. Revolution | dettagli | Foxborough     | Gillette Stadium                           | 2º nella Eastern Conference                         |
| N.Y. Red Bulls  | dettagli | New York       | Giants Stadium (East Rutherford, NJ)       | 4º nella Eastern Conference                         |
| Real Salt Lake  | dettagli | Salt Lake City | Rice-Eccles Stadium                        | 6º nella Western Conference                         |
| Toronto FC      | dettagli | Toronto        | BMO Field                                  | Esordiente                                          |

### Allenatori
| Club            | Allenatore         |
| --------------- | ------------------ |
| Chicago Fire    | Juan Carlos Osorio |
| Chivas USA      | Preki              |
| Colorado Rapids | Fernando Clavijo   |
| Columbus Crew   | Sigi Schmid        |
| FC Dallas       | Steve Morrow       |
| D.C. United     | Tom Soehn          |
| Houston Dynamo  | Dominic Kinnear    |
| K.C. Wizards    | Curt Onalfo        |
| LA Galaxy       | Frank Yallop       |
| N.E. Revolution | Steve Nicol        |
| N.Y. Red Bulls  | Bruce Arena        |
| Real Salt Lake  | Jason Kreis        |
| Toronto FC      | Mo Johnston        |

## Classifiche Regular Season

### Eastern Conference
|  | Pos. | Squadra         | Pt | G  | V  | N  | P  | GF | GS | DR  |
|  | ---- | --------------- | -- | -- | -- | -- | -- | -- | -- | --- |
|  | 1.   | D.C. United     | 55 | 30 | 16 | 7  | 7  | 56 | 34 | +22 |
|  | 2.   | N.E. Revolution | 50 | 30 | 14 | 8  | 8  | 51 | 43 | +8  |
|  | 3.   | N.Y. Red Bulls  | 43 | 30 | 12 | 7  | 11 | 47 | 45 | +2  |
|  | 4.   | Chicago Fire    | 40 | 30 | 10 | 10 | 10 | 31 | 36 | -5  |
|  | 5.   | K.C. Wizards    | 40 | 30 | 11 | 7  | 12 | 45 | 45 | 0   |
|  | 6.   | Columbus Crew   | 37 | 30 | 9  | 10 | 11 | 39 | 44 | -5  |
|  | 7.   | Toronto FC      | 25 | 30 | 6  | 7  | 17 | 25 | 49 | -24 |

Legenda:

      Ammesse ai Play-off per il piazzamento nella conference
      Ammesse ai Play-off per il piazzamento in classifica generale

### Western Conference
|  | Pos. | Squadra         | Pt | G  | V  | N | P  | GF | GS | DR  |
|  | ---- | --------------- | -- | -- | -- | - | -- | -- | -- | --- |
|  | 1.   | Chivas USA      | 53 | 30 | 15 | 8 | 7  | 46 | 28 | +18 |
|  | 2.   | Houston Dynamo  | 52 | 30 | 15 | 7 | 8  | 43 | 23 | +20 |
|  | 3.   | FC Dallas       | 44 | 30 | 13 | 5 | 12 | 37 | 44 | -7  |
|  | 4.   | Colorado Rapids | 35 | 30 | 9  | 8 | 13 | 29 | 34 | -5  |
|  | 5.   | LA Galaxy       | 34 | 30 | 9  | 7 | 14 | 38 | 48 | -10 |
|  | 6.   | Real Salt Lake  | 27 | 30 | 6  | 9 | 15 | 31 | 45 | -14 |

Legenda:

      Ammesse ai Play-off per il piazzamento nella conference
      Ammesse ai Play-off per il piazzamento in classifica generale

### Classifica generale
|  | Pos. | Squadra         | Pt | G  | V  | N  | P  | GF | GS | DR  |
|  | ---- | --------------- | -- | -- | -- | -- | -- | -- | -- | --- |
|  | 1.   | D.C. United     | 55 | 30 | 16 | 7  | 7  | 56 | 34 | +22 |
|  | 2.   | Chivas USA      | 53 | 30 | 15 | 8  | 7  | 46 | 28 | +18 |
|  | 3.   | Houston Dynamo  | 52 | 30 | 15 | 7  | 8  | 43 | 23 | +20 |
|  | 4.   | N.E. Revolution | 50 | 30 | 14 | 8  | 8  | 51 | 43 | +8  |
|  | 5.   | FC Dallas       | 44 | 30 | 13 | 5  | 12 | 37 | 44 | -7  |
|  | 6.   | N.Y. Red Bulls  | 43 | 30 | 12 | 7  | 11 | 47 | 45 | +2  |
|  | 7.   | K.C. Wizards    | 40 | 30 | 11 | 7  | 12 | 45 | 45 | 0   |
|  | 8.   | Chicago Fire    | 40 | 30 | 10 | 10 | 10 | 31 | 36 | -5  |
|  | 9.   | Columbus Crew   | 37 | 30 | 9  | 10 | 11 | 39 | 44 | -5  |
|  | 10.  | Colorado Rapids | 35 | 30 | 9  | 8  | 13 | 29 | 34 | -5  |
|  | 11.  | LA Galaxy       | 34 | 30 | 9  | 7  | 14 | 38 | 48 | -10 |
|  | 12.  | Real Salt Lake  | 27 | 30 | 6  | 9  | 15 | 31 | 45 | -14 |
|  | 13.  | Toronto FC      | 25 | 30 | 6  | 7  | 17 | 25 | 49 | -24 |

Legenda:

      Qualificate alla CONCACAF Champions' Cup 2008 e alla CONCACAF Champions League 2008-2009:
- Houston Dynamo vincitori della MLS
- D.C. United vincitori del Supporters' Shield

      Qualificate ai preliminari della CONCACAF Champions League 2008-2009:
- N.E. Revolution finalisti dei Play-off e vincitori della U.S. Open Cup 2007
- Chivas USA meglio piazzata fra le non già qualificate

      Qualificate alla SuperLiga nordamericana 2008:
- D.C. United, Chivas USA, Houston Dynamo e N.E. Revolution

In caso di arrivo a pari punti:
1. Punti negli scontri diretti
2. Differenza reti;
3. Gol fatti;
4. Differenza reti in trasferta;
5. Gol fatti in trasferta;
6. Differenza reti in casa;
7. Gol fatti in casa;
8. Minor numero di punti disciplinari nella League Fair Play table Archiviato il 5 luglio 2020 in Internet Archive.;
9. Lancio della moneta (2 squadre) o estrazione a sorte (3 o più squadre).

## Risultati
Leggendo per riga si avranno i risultati casalinghi della squadra indicata in prima colonna, mentre leggendo per colonna si avranno i risultati in trasferta della squadra in prima riga.

### Eastern Conference
|                 | CHI | CLB | DCU | KCW | NER | NYR | TOR |  | CHI | CLB | DCU | KCW | NER | NYR | TOR |
| --------------- | --- | --- | --- | --- | --- | --- | --- |  | --- | --- | --- | --- | --- | --- | --- |
| Chicago Fire    |     | 3-2 | 1-1 | 2-1 | 1-0 | 2-2 | 1-1 |  |     | 0-0 |     | 2-0 | 2-1 |     |     |
| Columbus Crew   | 0-1 |     | 1-0 | 2-1 | 2-2 | 0-0 | 2-2 |  |     |     | 0-2 |     |     | 1-0 | 2-0 |
| D.C. United     | 3-1 | 2-3 |     | 2-4 | 1-1 | 4-2 | 4-1 |  | 0-0 |     |     |     | 4-2 | 3-1 |     |
| K.C. Wizards    | 3-2 | 1-0 | 0-1 |     | 0-1 | 3-2 | 3-0 |  |     | 3-2 | 1-1 |     |     |     | 1-1 |
| N.E. Revolution | 3-1 | 3-3 | 0-3 | 3-4 |     | 2-1 | 4-0 |  |     | 2-3 |     | 2-0 |     |     | 3-0 |
| N.Y. Red Bulls  | 3-0 | 4-0 | 1-0 | 3-3 | 0-1 |     | 3-0 |  | 1-0 |     |     | 2-1 | 2-2 |     |     |
| Toronto FC      | 3-1 | 1-2 | 1-2 | 0-1 | 2-2 | 1-2 |     |  | 0-3 |     | 0-1 |     |     | 2-1 |     |

### Western Conference
|                 | CHV | COL | DAL | HOU | LAG | RSL |  | CHV | COL | DAL | HOU | LAG | RSL |
| --------------- | --- | --- | --- | --- | --- | --- |  | --- | --- | --- | --- | --- | --- |
| Chivas USA      |     | 2-0 | 2-0 | 0-0 | 1-1 | 4-0 |  |     | 1-2 |     |     | 3-0 | 1-0 |
| Colorado Rapids | 1-1 |     | 0-1 | 1-3 | 1-0 | 1-1 |  |     |     |     | 1-0 | 3-0 | 0-1 |
| FC Dallas       | 2-0 | 3-1 |     | 0-0 | 3-1 | 2-1 |  | 0-0 | 1-0 |     | 0-3 |     |     |
| Houston Dynamo  | 1-0 | 2-1 | 2-1 |     | 0-0 | 4-3 |  | 4-0 |     | 1-0 |     | 1-2 |     |
| LA Galaxy       | 3-1 | 3-1 | 1-2 | 1-3 |     | 3-2 |  | 0-3 |     | 2-1 |     |     | 1-2 |
| Real Salt Lake  | 2-3 | 0-2 | 2-2 | 1-0 | 2-2 |     |  |     | 1-0 | 0-1 | 0-1 |     |     |

### Inter-conference
|                 | CHI | CHV | COL | CLB | DAL | DCU | HOU | KCW | LAG | NER | NYR | RSL | TOR |
| --------------- | --- | --- | --- | --- | --- | --- | --- | --- | --- | --- | --- | --- | --- |
| Chicago Fire    |     | 0-1 | 0-0 |     | 1-2 |     | 0-4 |     | 1-0 |     |     | 0-0 |     |
| Chivas USA      | 1-1 |     |     | 2-1 |     | 2-2 |     | 2-1 |     | 2-0 | 3-0 |     | 2-0 |
| Colorado Rapids | 1-1 |     |     | 0-0 |     | 2-1 |     | 1-1 |     | 3-0 | 0-1 |     | 1-0 |
| Columbus Crew   |     | 1-1 | 1-1 |     | 1-3 |     | 1-2 |     | 1-2 |     |     | 2-0 |     |
| FC Dallas       | 1-1 |     |     | 3-2 |     | 0-4 |     | 0-2 |     | 0-1 | 0-1 |     | 2-0 |
| D.C. United     |     | 2-1 | 4-1 |     | 3-3 |     | 2-1 |     | 1-0 |     |     | 2-1 |     |
| Houston Dynamo  | 0-1 |     |     | 1-1 |     | 1-0 |     | 1-1 |     | 0-1 | 4-0 |     | 0-0 |
| K.C. Wizards    |     | 3-2 | 2-2 |     | 1-2 |     | 0-1 |     | 0-1 |     |     | 1-0 |     |
| LA Galaxy       | 2-0 |     |     | 2-3 |     | 0-0 |     | 2-2 |     | 2-3 | 1-1 |     | 2-1 |
| N.E. Revolution |     | 1-1 | 1-0 |     | 4-2 |     | 3-3 |     | 1-0 |     |     | 0-0 |     |
| N.Y. Red Bulls  |     | 0-2 | 0-1 |     | 3-0 |     | 1-0 |     | 5-4 |     |     | 2-2 |     |
| Real Salt Lake  | 0-2 |     |     | 0-0 |     | 2-1 |     | 3-1 |     | 1-2 | 3-3 |     | 1-2 |
| Toronto FC      |     | 0-2 | 2-1 |     | 4-0 |     | 1-0 |     | 0-0 |     |     | 0-0 |     |

Fonte: MLSsoccer.com Archiviato il 4 ottobre 2016 in Internet Archive.

## Play-off

### Tabellone
|  | Quarti | Quarti               | Quarti | Quarti |  |    | Semifinali      | Semifinali   | Semifinali |  |    | Finale          | Finale         | Finale |
|  |        |                      |        |        |  |    |                 |              |            |  |    |                 |                |        |
|  | E2     | N.E. Revolution      | 0      | 1      |  |    |                 |              |            |  |    |                 |                |        |
|  | E2     | N.E. Revolution      | 0      | 1      |  |    |                 |              |            |  |    |                 |                |        |
|  | E3     | N.Y. Red Bulls       | 0      | 0      |  |    |                 |              |            |  |    |                 |                |        |
|  | E3     | N.Y. Red Bulls       | 0      | 0      |  | E2 | N.E. Revolution | 1            |            |  |    |                 |                |        |
|  |        |                      |        |        |  | E2 | N.E. Revolution | 1            |            |  |    |                 |                |        |
|  |        |                      |        |        |  |    | E4              | Chicago Fire | 0          |  |    |                 |                |        |
|  | E1     | D.C. United          | 0      | 2      |  |    | E4              | Chicago Fire | 0          |  |    |                 |                |        |
|  | E1     | D.C. United          | 0      | 2      |  |    |                 |              |            |  |    |                 |                |        |
|  | E4     | Chicago Fire         | 1      | 2      |  |    |                 |              |            |  |    |                 |                |        |
|  | E4     | Chicago Fire         | 1      | 2      |  |    |                 |              |            |  | E2 | N.E. Revolution | 1              |        |
|  |        |                      |        |        |  |    |                 |              |            |  | E2 | N.E. Revolution | 1              |        |
|  |        |                      |        |        |  |    |                 |              |            |  |    | W2              | Houston Dynamo | 2      |
|  | W2     | Houston Dynamo (dts) | 0      | 4      |  |    |                 |              |            |  |    | W2              | Houston Dynamo | 2      |
|  | W2     | Houston Dynamo (dts) | 0      | 4      |  |    |                 |              |            |  |    |                 |                |        |
|  | W3     | FC Dallas            | 1      | 1      |  |    |                 |              |            |  |    |                 |                |        |
|  | W3     | FC Dallas            | 1      | 1      |  | W2 | Houston Dynamo  | 2            |            |  |    |                 |                |        |
|  |        |                      |        |        |  | W2 | Houston Dynamo  | 2            |            |  |    |                 |                |        |
|  |        |                      |        |        |  |    | E5              | K.C. Wizards | 0          |  |    |                 |                |        |
|  | W1     | Chivas USA           | 0      | 0      |  |    | E5              | K.C. Wizards | 0          |  |    |                 |                |        |
|  | W1     | Chivas USA           | 0      | 0      |  |    |                 |              |            |  |    |                 |                |        |
|  | E5     | K.C. Wizards         | 1      | 0      |  |    |                 |              |            |  |    |                 |                |        |
|  | E5     | K.C. Wizards         | 1      | 0      |  |    |                 |              |            |  |    |                 |                |        |

### Quarti di finale
Andata
| Arbitro: | Baldomero Toledo |

|           |           |  |
| Rolfe 14’ | Marcatori |  |

| East Rutherford 27 ottobre 2007, ore 19:30 UTC-5 | N.Y. Red Bulls | 0 – 0 referto | N.E. Revolution | Giants Stadium (14.165 spett.)\| Arbitro: \| Jair Marrufo \| |
| Arbitro:                                         | Jair Marrufo   |               |                 |                                                              |

| Arbitro: | Alex Prus |

|            |           |  |
| Arnaud 35’ | Marcatori |  |

| Arbitro: | Kevin Stott |

|             |           |  |
| Goodson 23’ | Marcatori |  |

Ritorno
| Arbitro: | Jair Marrufo |

|                     |           |                       |
| Simms 69’ Gómez 74’ | Marcatori | 31’ Barrett 33’ Rolfe |

| Arbitro: | Baldomero Toledo |

|                                      |           |          |
| Holden 67’ Ching 72’, 97’ Davis 100’ | Marcatori | 14’ Ruiz |

| Arbitro: | Abiodun Okulaja |

|              |           |  |
| Twellman 64’ | Marcatori |  |

| Carson 3 novembre 2007, ore 19:30 UTC-8 | Chivas USA  | 0 – 0 referto | K.C. Wizards | The Home Depot Center (19.711 spett.)\| Arbitro: \| Mark Geiger \| |
| Arbitro:                                | Mark Geiger |               |              |                                                                    |

### Semifinali
| Arbitro: | Kevin Scott |

|              |           |  |
| Twellman 38’ | Marcatori |  |

| Arbitro: | Jair Marrufo |

|                          |           |  |
| Jaqua 35’ De Rosario 81’ | Marcatori |  |

### Finale MLS Cup
| Arbitro: | Alex Prus |

|              |           |                            |
| Twellman 20’ | Marcatori | 61’ Ngwenya 74’ De Rosario |

## Statistiche

### Classifica marcatori regular season
| Gol | Rigori |  | Giocatore              | Squadra         |
| --- | ------ |  | ---------------------- | --------------- |
| 20  | 0      |  | Luciano Emilio         | D.C. United     |
| 19  | 5      |  | Juan Pablo Ángel       | N.Y. Red Bulls  |
| 16  | 0      |  | Taylor Twellman        | N.E. Revolution |
| 15  | 1      |  | Edward Abraham Johnson | K.C. Wizards    |
| 12  | 0      |  | Maykel Galindo         | Chivas USA      |
| 11  | 1      |  | Ante Razov             | Chivas USA      |
| 10  | 2      |  | Christian Gómez        | D.C. United     |
| 9   | 0      |  | Jozy Altidore          | N.Y. Red Bulls  |
| 8   | 5      |  | Landon Donovan         | LA Galaxy       |
| 8   | 0      |  | Robbie Findley         | Real Salt Lake  |

Fonte:MLSsoccer.com